# Otto Serner

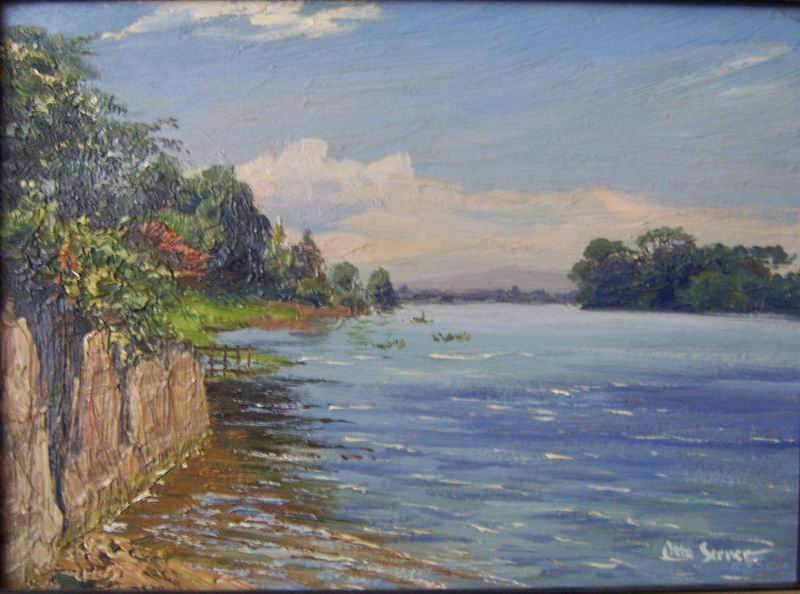
Otto Serner: Steilküste von Sorrent

Hermann Otto Serner (* 10. April 1857 in Sagan; † 9. Juni 1929 in Dresden) war ein deutscher impressionistischer Landschaftsmaler.

## Leben
Otto Serner besuchte zunächst die Kunstakademie in Berlin und von 1882 bis 1886 die Kunstakademie Düsseldorf, wo er Schüler von Eugen Dücker und Olof Jernberg war. Bereits 1885 bereiste er erstmals Italien, um das intensive südliche Licht zu studieren. Auf Anregung seines Lehrers Dücker malte Serner auch auf Rügen, wo er sich künstlerisch mit der Darstellung der ursprünglichen Landschaftsformen und der Lichtreflexe der Meereswellen beschäftigte. Ab 1897 lebte Serner in Breslau. Später ließ er sich in Dresden nieder und trat im Auftrag des letzten Königs von Sachsen mehrere Studienreisen ins Ausland, insbesondere nach Italien und Griechenland an. Zu seinen bevorzugten Sujets zählten weite Meeresausblicke unter gleißendem Sonnenlicht. Zuletzt lebte Serner in Cunnersdorf bei Hirschberg und Dresden.